# عمورية
عَمُّورِيَّة (باليونانية: Ἀμόριον)‏ كانت مدينة تقع في فريجيا بآسيا الصغرى، تأسّست في المدّة الهلينية، وازدهرت في عهد الإمبراطورية البيزنطية.، وهُجّرت بعد هجوم الخليفة العباسي المُعتصِم عليها في 838 م.
كانت عمُّوريَّة تقع على الطريق العسكري البيزنطي من القسطنطينية إلى قلقيلية. وتقع أطلالها وتلتها حاليًا بالقرب من قرية حصار كوي على بعد 13 كم شرق مركز مقاطعة أميرطاغ في محافظة أفيون قرة حصار بتركيا.
عمُّوريَّة مشتقة من الاسم اللاتيني «أموريوم» (باللاتينية: Amorium) المشتق بدوره من الاسم اليوناني الأصلي «أموريون» (باليونانية: Ἀμόριον). في ظل الحكم العثماني، كان الموقع، الذي فقد أهميته تمامًا، يُسمى هرجن قلعة.

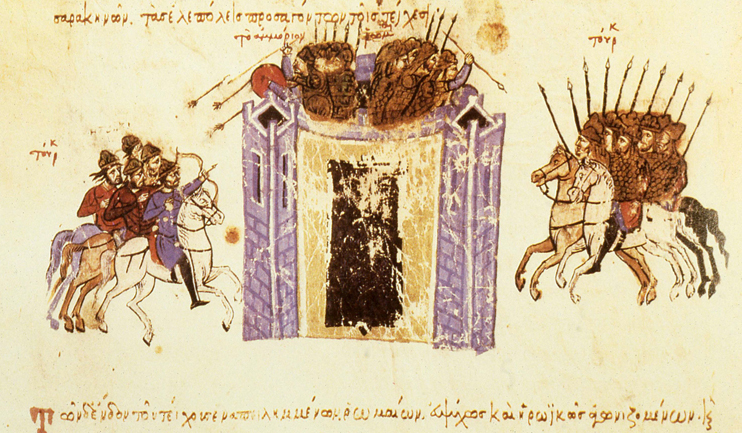
رسم يبين حصار عمورية عام 838.

## تاريخها

### العصور القديمة
صكّت المدينة عملاتها المعدنية بداية من 133 ق.م إلى 27 ق.م وحتى القرن الثالث الميلادي، مما يشير إلى إكتمالها كمستوطنة وإلى أهميتها العسكرية خلال الفترة التي سبقت العهد البيزنطي. مما لاشك فيه أن عمورية كانت مرموقة ومزدهرة. لكن السجلات التاريخية المبكرة التي تشير إلى المدينة تقتصر بصرامة على إشارة سترابو، على الرغم من أنه من المتوقع أن تلقي الاكتشافات الجديدة الضوء على الفترة الرومانية للمدينة وما قبلها.

### العهد البيزنطي

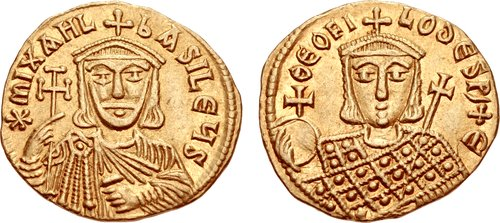
عملة صوليدوس ذهبية للإمبراطور ميخائيل الثاني العموري وابنه ثيوفيلوس.

حَصَنّ الإمبراطور زينون المدينة في القرن الخامس، على أن أهميتها لم تبرُز إلا بحلول القرن السابع. مَكَنّ موقع المدينة الاستراتيجي في وسط آسيا الصغرى لتصبح معقلاً حيوياً ضد جيوش الخلافة الأموية بعد الفتح الإسلامي لبلاد الشام. تعرضّت المدينة لأول مرة للهجوم من قبل معاوية بن أبي سفيان في 646. واستسلمت لعبد الرحمن بن خالد في 666 و سيطر عليه يزيد الأول في 669، ثم استعادها أندرياس أحد قادة قسطنطين الثاني. على مدى القرنين التاليين، ظلت هدفاً متكرراً للغزوات الإسلامية على آسيا الصغرى، خاصة أثناء عمليات الحصار الكبيرة في عامي 716 و796. ثم أصبحت عاصمة ثيمة أنتالوك بعد فترة وجيزة. وفي 742-743، كانت القاعدة الرئيسية للإمبراطور قسطنطين الخامس ضد المغتصب أرتاباسدوس وفي 820، ارتقى العموري، ميخائيل الثاني، عرش بيزنطة، مؤسساً السلالة العمورية. مثل ذلك بداية فترة ازدهارها الأعظم، عندما أصبحت أكبر مدينة في آسيا الصغرى. ومع ذلك، فإن مكانتها باعتبارها المدينة الأصلية للسلالة الحاكمة تسببت أيضاً في دمارها؛ في 838، وجهّ الخليفة المعتصم حملة ضد المدينة تحديداً، التي سَقَطّت وهُدمّت وهو حدث ذكره أبو تمام في قصيدة له.
أُعيدّ بناء المدينة، لكن ثمل الدلفي حرقها في 931. ومع ذلك، فقد ظلت كمدينة بيزنطية نشطة على الأقل حتى القرن الحادي عشر. عقب معركة ملاذكرد دمرها السلاجقة وهلكّ كثير من سكانها. هزم الإمبراطور ألكسيوس الأول كومنينوس السلاجقة في عمورية في 1116، لكن المنطقة لم تستعيد عافيتها أبداً.
وفقاً للإدريسي وحمد الله مستوفى، ظلّت مكاناً في القرنين الثاني عشر والرابع عشر.

### كأسقفية
أصبحّت عمورية أسقفية بحلول عام 431 على الأقل، عندما كان أسقفها، إبراهام أو أبلابيوس، في مجمع أفسس. وقعّ أعمال مجمع القسطنطينية الأول (381)، الكاهن تيرانوس العموري. من ضمن الأساقفة الآخرون؛ ميستريوس، الذي شارك في مجمع خلقيدونية عام 451 وثيودوروس، في مجمع ترولو عام 692، وثيودوسيوس، في مجمع نيقية الثاني عام 787 وبيساريون في مجمع القسطنطينية (879). بينما كان ثيوفيلوس جزءاً من البعثة التي أرسلها فوتيوس إلى روما قبل ذلك بحوالي 20 عاماً.
في وثائق وعي الأساقفة لبسودو أبيفانيوس (حوالي 640)، تظهر عمورية باعتبارها أسقفية لبسينوس، عاصمة غلاطية سالوتاريس. كما تظهر بنفس المرتبة في وثيقة أخرى بنهاية القرن الثامن. بعد ذلك بفترة وجيزة، كنتيجة مفترضة لتولي مواطنو عمورية العرش الإمبراطوري، أصبحت المدينة بمثابة مطرانية أسقفية، كما هو مبين في وثائق أوائل القرن العاشر «وعي الأساقفة» لليو السادس الحكيم، تتبعها خمس أسقفيات: فيلومليوم، كلانيوس، دوكيميون، بوليبوتوس. وبيسيا. وفي القرن الرابع عشر لم يعد هناك أي ذكر للأسقفية في وعي الأساقفة.
وبالرغم من أنها لم تعد أسقفية سكنية، فإن الكنيسة الكاثوليكية تدرج عمورية كمدينة ذات كرسي لقبي.

### الشهداء الاثنان والأربعون
بعد غزو عمورية في 838، أُخذّ 42 من قادة ووجهاء عمورية كأسرى في سامراء (حالياً في العراق). ولما رفضوا اعتناق الإسلام (حسب المصادر الغربية)، أُعدموا هناك في 845، وطوبوا قديسين باسم «شهداء عمورية الاثنان والأربعون».

## الحفريات
لم يكن موقع عمورية معروفاً لفترة طويلة، على الرغم من أن اسمها يظهر في العديد من خرائط القرنين الثامن عشر والتاسع عشر. أعاد ريتشارد بوكوك اكتشافها في 1739، لكن أول زيارة أجراها عالم غربي كانت من قبل الجيولوجي الإنجليزي ويليام جون هاملتون في 1836؛ بعد ذلك، وضعتها الخرائط بدقة أكبر.
في 1987، أجرى آر. إم. هاريسون من جامعة أكسفورد مسحاً أولياً للموقع وبدأت أعمال التنقيب في 1988. منذ بدايته، اهتم مشروع حفائر عمورية أساساً باستكشاف فترات ما بعد الكلاسيكية وعمورية البيزنطية. خلال عامي 1989 و1990، جرى مسح سطحي مكثف لتلة من صنع الإنسان في المدينة العليا. في 2001، أجرى علي كايا مسحاً جيوفيزيائياً للكنيسة الموجودة في المدينة العليا، على الرغم من أنه لم تجر أي حفريات كاملة بعد. يرعى المشروع المعهد البريطاني للآثار في أنقرة وممول من خلال منح من مؤسسات مختلفة في الولايات المتحدة بما في ذلك صندوق أديلايد وميلتون دي غروت في متحف المتروبوليتان للفنون وأصدقاء عمورية.
بعد أكثر من 20 عاماً من التنقيب بقيادة بريطانية في عمورية، استؤنف العمل الميداني في عام 2014 مع فريق تركي جديد تحت إشراف الأستاذ المساعد زليها ديمريل جوكالب من جامعة الأناضول ومقره في إسكي شهر. يحتفظ مشروع تنقيب عمورية بطابع التعاون الدولي مع المؤسسات الأجنبية، مثل معهد دراسات البحر الأبيض المتوسط التابع لمؤسسة الأبحاث والتكنولوجيا - هيلاس.

## أعلام
- إيسوب (620-560 ق.م)، كاتب أساطير يونانية، أسطورة من عمورية[23]
- ميخائيل الثاني «العموري» (770-829)، إمبراطور بيزنطي ومؤسس السلالة العمورية
- شهداء عمورية الـ42

## وصلات خارجية
- Excavations in Amorium
- Bishop John explores Turkish Amorion roots (article from سانت أوغسطين Record)
- هذه المقالة تحوي نصا ذو ملكية عامة: هبرمان، تشارلز (المحرر). الموسوعة الكاثوليكية. شركة روبرت أبلتون. {{استشهاد بموسوعة}}: الوسيط |ref=harv غير صالح (مساعدة)، الوسيط |title= غير موجود أو فارغ (مساعدة)، والوسيط غير المعروف |ألسنة= تم تجاهله (مساعدة)